# Novoselycja (okres Chust)
Novoselycja (ukrajinsky Новоселиця, maďarsky Tarújfalu), je obec v Mižhirské vesnické komunitě, v okresu Chust, v Zakarpatské oblasti Ukrajiny. První písemná zmínka o této obci pochází z roku 1599. Místní částí této obce je Vovčyj Zvir (ukrajinsky Вовчий Звір). V roce 2025 žilo v celé obci 1054 obyvatel.